# Holocaust-Gedenkzentrum Babyn Jar

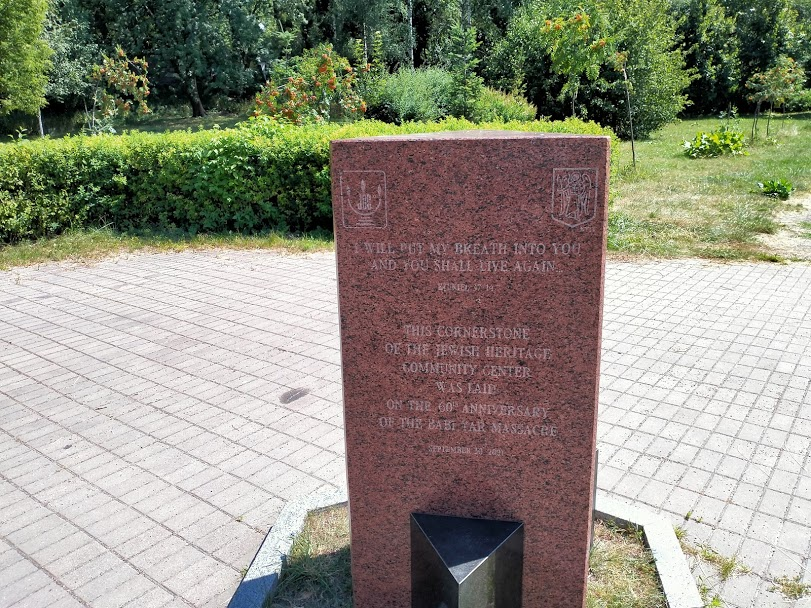
Gedenkstein mit englischer Inschrift

Das Holocaust-Gedenkzentrum Babyn Jar (ukrainisch Меморіальний центр Голокосту Бабин Яр, wiss. Transliteration Memorialʹnyj centr Holokostu Babyn Jar), offiziell: Stiftung und Holocaust-Gedenkzentrum Babyn Jar, ist eine Bildungseinrichtung, welche die Erschießungen von Babyn Jar im September 1941 dokumentiert, erklärt und die Erinnerung an den Holocaust in Osteuropa wachhalten soll. Am 29. September 2016 initiierte der damalige ukrainische Präsident Petro Poroschenko gemeinsam mit Persönlichkeiten des öffentlichen Lebens und Sponsoren die Einrichtung des ersten Holocaust-Gedenkzentrums Babyn Jar, das bis 2025 in Kiew entstehen soll.

## Umstrittenes Gedenken
Das Gedenken an die große Anzahl speziell jüdischer Opfer wurde nach dem Krieg lange Zeit verdrängt und die Ermordeten als „friedliche sowjetische Bürger“ bezeichnet. Bis in die jüngste Zeit ist es in der Ukraine umstritten, wie der Opfer von Babyn Jar angemessen gedacht werden kann.
Ein Plan für einen Kulturkomplex mit Memorial-Museum wurde 2011 vom Joint Distribution Committee initiiert, das auch die Finanzierung sichern wollte. Das Vorhaben umfasste ein Museum, dazu Konferenzzimmer, ein Theater und ein Cafe und blieb umstritten; das Museum wurde nicht errichtet.
Ein anderes Vorhaben, das Babyn Yar Holocaust Memorial Center, ging von einer privaten Initiative aus, die vom Kiewer Bürgermeister Vitali Klitschko und dem Präsidenten Wolodymyr Selenskyj unterstützt wurde. Es war erklärtes Ziel, eine „dediziert nationale Sicht auf die Geschichte der Ukraine“ zu verbreiten. Einwände wurden wegen der Beteiligung russischer Oligarchen erhoben. Die Kritik zielte aber auch auf den Ansatz des künstlerischen Leiters, die Morde den Besuchern effektheischend erfahrbar zu machen. Zudem wären die nicht-jüdischen Opfer nicht genügend berücksichtigt. Die Debatten darüber, wie man der Juden Kiews und den anderen Opfern der NS-Massengewalt gedenken soll, waren 2022 noch nicht abgeschlossen.
Von Februar 2017 bis Januar 2020 war Berkhof leitender Historiker des Projekts. Aufgrund nicht abgesprochener, autoritärer Projektänderungen wie der Einführung eines übergeordneten künstlerischen Leiter Ilya Khrzhanovsky und des für Berkhoff zunehmend unsensiblen Umgangs mit der Geschichte durch auf Gesichtserkennung und persönlichen Fragebogen generierten „Smart Guiding“ zur Erzeugung virtuellen Realitäten, „in denen sich die Besucher unter anderem in der Rolle von Opfern, Kollaborateuren, Nazis und Kriegsgefangenen wiederfinden, die gezwungen wurden, Leichen zu verbrennen“ distanzierte Berkhoff sich von diesem Projekt und nahm Abstand von einer Verlängerung seines Vertrages. Berkhoff kritisierte zudem ein Filmprojekt von Khrzhanovsky mit Waisenkindern, die offenbar geistig behindert waren, und mindestens einen Fall von Opfer sexuellem Missbrauch wurden. Am Film hätten auch russische Neonazis als Laienschauspieler teilgenommen. Am 27. April 2020 schloss sich Kurator Dieter Bogner an und Anfang Mai 8 weitere, die in einem offenen Brief die „psychologischen Experimente“ kritisierten.
Beim russischen Überfall auf die Ukraine 2022 wurde der nahegelegene Fernsehturm Kiew am 1. März mit Raketen angegriffen, was fünf Todesopfer forderte. Dabei wurde auch ein Gebäude in unmittelbarer Nähe getroffen, das später Teil der Gedenkstätte werden sollte.